# Монарх-голоок північний
Монарх-голоок північний (Arses insularis) — вид горобцеподібних птахів родини монархових (Monarchidae). Мешкає на Новій Гвінеї.

## Поширення і екологія
Північні монархи-голооки мешкають на півночі Нової Гвінеї та на сусідньому острові Япен. Вони живуть у вологих рівнинних і гірських тропічних лісах. Живляться комахами.